# Đeravica-tó
A Đeravica-tó (szerbül Ђеравичко језеро / Đeravičko jezero, albánul Liqeni i Gjeravicës) egy természetes tó Északnyugat-Koszovóban, Metóhia régióban, az Albán-Alpokban, a Đeravica-csúcs közelében. A tó 2200 méteres tengerszint feletti magasságban fekszik. Innen ered az Erenik folyó. A tó 240 méter hosszú és 120 méter széles, területe 2 hektár. A tó legmélyebb pontján 3,8 méter mély. A tó vizében számos hal él. A tóban szalamandrák élnek, melyek repülő rovarokkal táplálkoznak. 

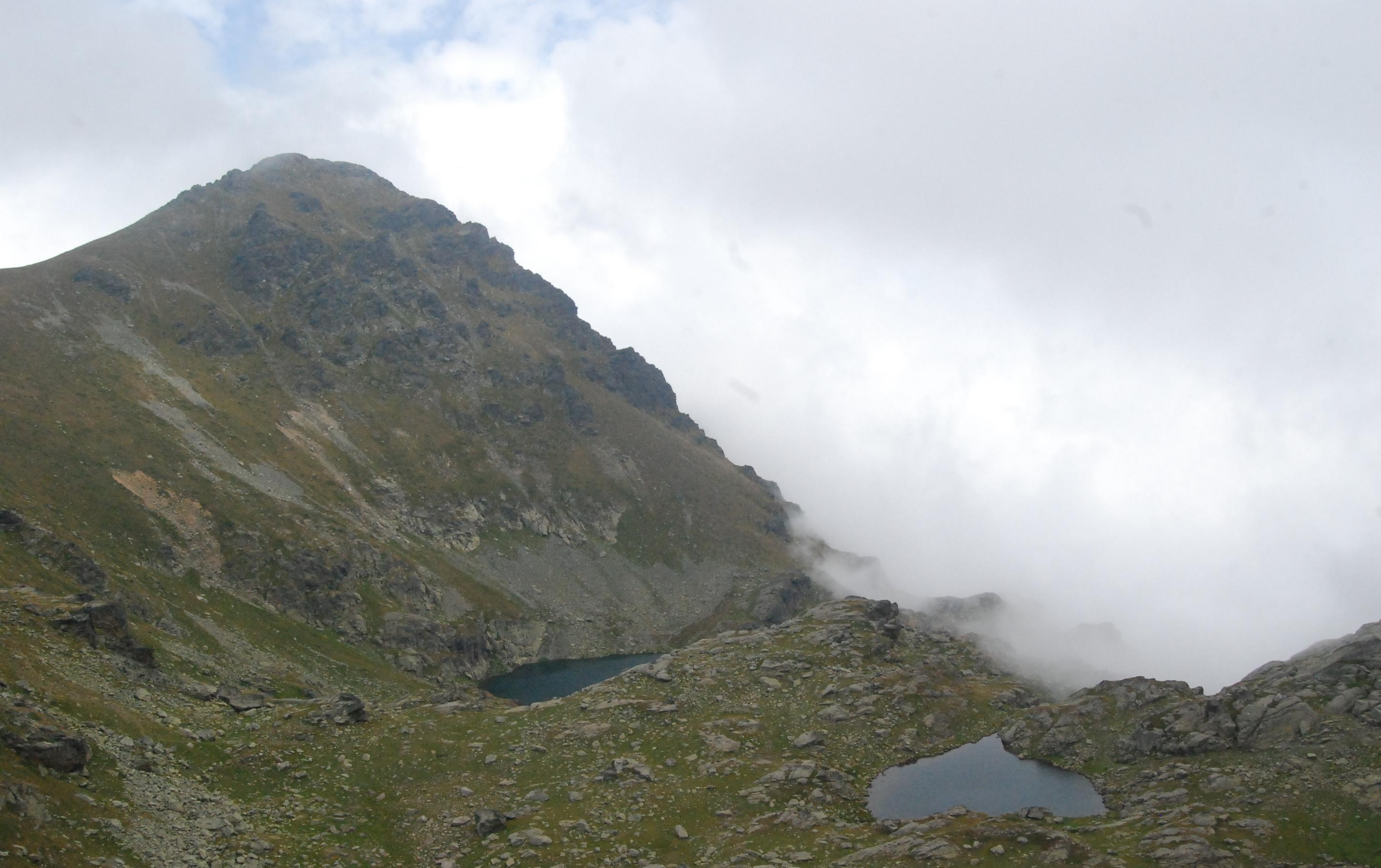
A tó, háttérben a névadó hegycsúccsal

## Fordítás
Ez a szócikk részben vagy egészben  a(z)   Đeravica Lake című angol Wikipédia-szócikk ezen változatának fordításán alapul.  Az eredeti cikk szerkesztőit annak laptörténete sorolja fel. Ez a jelzés csupán a megfogalmazás eredetét és a szerzői jogokat jelzi, nem szolgál a cikkben szereplő információk forrásmegjelöléseként.